# HMS D2
Pour les articles homonymes, voir D2.
Le HMS D2 est l’un des huit sous-marins britanniques de classe D construits pour la Royal Navy au cours de la première décennie du XXe siècle.

## Conception
Les sous-marins de la classe D ont été conçus comme des versions améliorées et agrandies de la classe C précédente, les moteurs Diesel remplaçant les moteurs à essence dangereux utilisés précédemment. Les sous-marins avaient une longueur totale de 49,7 m, un maître-bau de 6,2 m et un tirant d'eau moyen de 3,2 m. Leur déplacement était de 491 tonnes en surface et 605 tonnes en immersion. Les sous-marins de classe D avaient un équipage de 25 hommes, officiers inclus. Ils et ont été les premiers à adopter des ballasts de type dit saddle tank car ils étaient disposés par paires à l’extérieur de la coque épaisse, un de chaque côté, comme les sacoches d’une selle de cheval.
Pour la navigation en surface, ces navires étaient propulsés par deux moteurs Diesel de 600 chevaux-vapeur (447 kW), chacun entraînant un arbre d'hélice. En immersion, chaque hélice était entraînée par un moteur électrique de 275 chevaux (205 kW). Ces navires pouvaient atteindre la vitesse 14 nœuds (26 km/h) en surface et 9 nœuds (17 km/h) sous l’eau. En surface, la classe D avait un rayon d'action de 2500 milles marins (4600 km) à une vitesse de croisière de 10 nœuds (19 km/h).
Les navires étaient armés de trois tubes lance-torpilles de 18 pouces (457 mm), deux à l’avant et un à l’arrière. Ils emportaient une torpille de rechargement pour chaque tube, soit un total de six torpilles.

## Engagements
Le HMS D2 a été construit par Vickers à leur chantier naval de Barrow-in-Furness.
Sa quille fut posée le 10 juillet 1909 et il fut mis en service le 29 mars 1911. Au cours de sa carrière, le D2 est revenu de la deuxième patrouille dans la Baie de Heligoland avec les HMS D3, E5 et E7. Le 28 août 1914, les HMS D2, D3 et D8 combattent dans la Bataille de Heligoland. Deux jours avant que le D2 ne rencontre son destin, son commandant, le Lieutenant commander Jameson, a été emporté par-dessus bord au large de Harwich. Son remplaçant fut le Lt. Cdr. Head. Le D2 a été percuté et coulé par un patrouilleur allemand au large de Borkum le 25 novembre 1914, ne laissant aucun survivant.